# Улица Новой Заставы
Улица Новой Заставы — короткая, около 200 м, улица в историческом центре Выборга. Проходит от Крепостной улицы до улицы Южный Вал.

## История
Одна из старейших улиц Выборга. Ведёт историю с XV века, когда в первоначальной хаотичной застройке тогда шведского города сформировалась Крестовая, или Поперечная, улица, очертаниями напоминавшая латинскую букву S. Она была застроена, в основном, деревянными бюргерскими домами.

Схематическое изображение Выборга до реконструкции
Первый регулярный план Выборга

В 1640 году шведским инженером А. Торстенсоном с помощью землемера А. Стренга был составлен первый регулярный план Выборга, согласно которому город разделялся на кварталы правильной геометрической формы прямыми улицами, ширина которых, в основном, была равна 8,5 метров. По новому плану выпрямленная южная часть Крестовой улицы была преобразована в улицу Нюпортсгатан (швед. Nyportsgatan «улица Новых ворот»). Она была ориентирована на бастион Нейпорт Каменного города — городской стены с башнями и воротами — отсюда и название, в разных вариантах дошедшее до наших дней. Улица стала застраиваться каменными домами. А так как каменный дом купеческой гильдии Святого Духа было построен до перепланировки, то он оказался вдали от красной линии улицы. В связи с тем, что план Торстенсона не учитывал городской рельеф, характерной особенностью улицы стал заметный подъём.
После взятия Выборга русскими войсками в 1710 году на русских картах улица именовалась Третьим переулком (при этом Первым переулком была нынешняя Красноармейская улица, Вторым — Краснофлотская улица, Четвёртым — улица Водной Заставы, а Пятым — Подгорная улица). Она застраивалась невысокими домами в стиле русского классицизма. В 1812 году Финляндская губерния, переименованная в Выборгскую, была присоединена к Великому княжеству Финляндскому в составе Российской империи, в результате чего языком официального делопроизводства в губернии снова стал шведский. На шведских картах того времени переулок вначале стал «Гимназической улицей» (швед. Gymnasiegatan), а позже возвращается название «Nyportsgatan» (на русских картах — улица Новых ворот, Нововоротная улица), несмотря на то, что устаревшие укрепления Каменного города и Рогатой крепости были снесены во второй половине XIX века в соответствии с городским планом, разработанным в 1861 году выборгским губернским землемером Б. О. Нюмальмом. Следствием сноса городских укреплений стало повышение этажности застройки. На улице был выстроен внушительный дом купца Буттенгоффа — первый представитель крупномасштабного домостроения в Старом городе.
После введения в 1860-х годах в официальное делопроизводство Великого княжества финского языка получили распространение финноязычные карты Выборга, на которых указывалось переведённое на финский язык название улицы (фин. Uudenportinkatu); с провозглашением независимости Финляндии финский вариант названия стал официальным.
Застройка улицы сильно пострадала во время советско-финской (1939—1940 гг.) и Великой Отечественной войн. В период вхождения Выборга в состав Карело-Финской ССР в 1940—1941 годах, когда использовались таблички и вывески на двух языках, по-русски улица стала именоваться улицей Новой Заставы. С 1944 года, после передачи Выборга в состав Ленинградской области, русское название закрепилось в качестве единственного официального.
К советскому периоду относится строительство на углу с улицей Южный Вал жилого дома с кафе «Бригантина» по проекту архитектора А. М. Швера, а также общежития на углу с улицей Сторожевой Башни по проекту архитектора Б. И. Соболева. В середине 1980-х годов было принято решение о приспособлении дома Говинга под валютную гостиницу со строительством нового гостиничного корпуса на участке улицы Новой Заставы, пустующем с военного времени. Однако в условиях Перестройки и распада СССР строительство не продвинулось дальше котлована (впоследствии засыпанного), а расселённое здание превратилось в руины.
С 2008 года, после разделения всей территории Выборга на микрорайоны, улица Новой Заставы относится к Центральному микрорайону города. Большинство зданий, расположенных на улице, внесено в реестр объектов культурного наследия в качестве памятников архитектуры.
В сентябре 2020 года участок Крепостной улицы от улицы Новой Заставы до улицы Северный Вал сделали пешеходным

## Достопримечательности
д. 6 — архитектор Карл Лесциг.
Дом купеческой гильдии Святого Духа
Дом купца Буттенгоффа

## Галерея

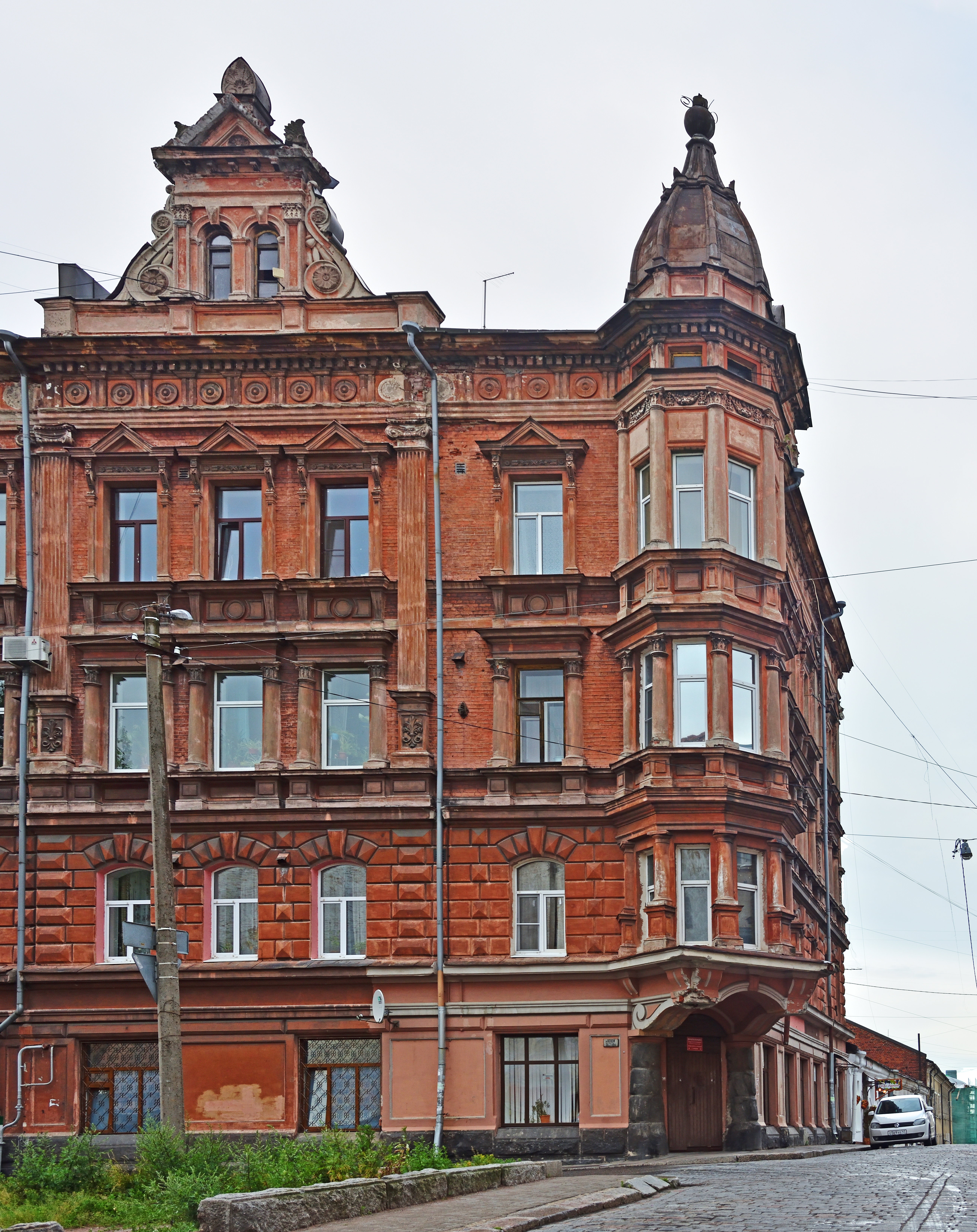
Дом Буттенгоффа
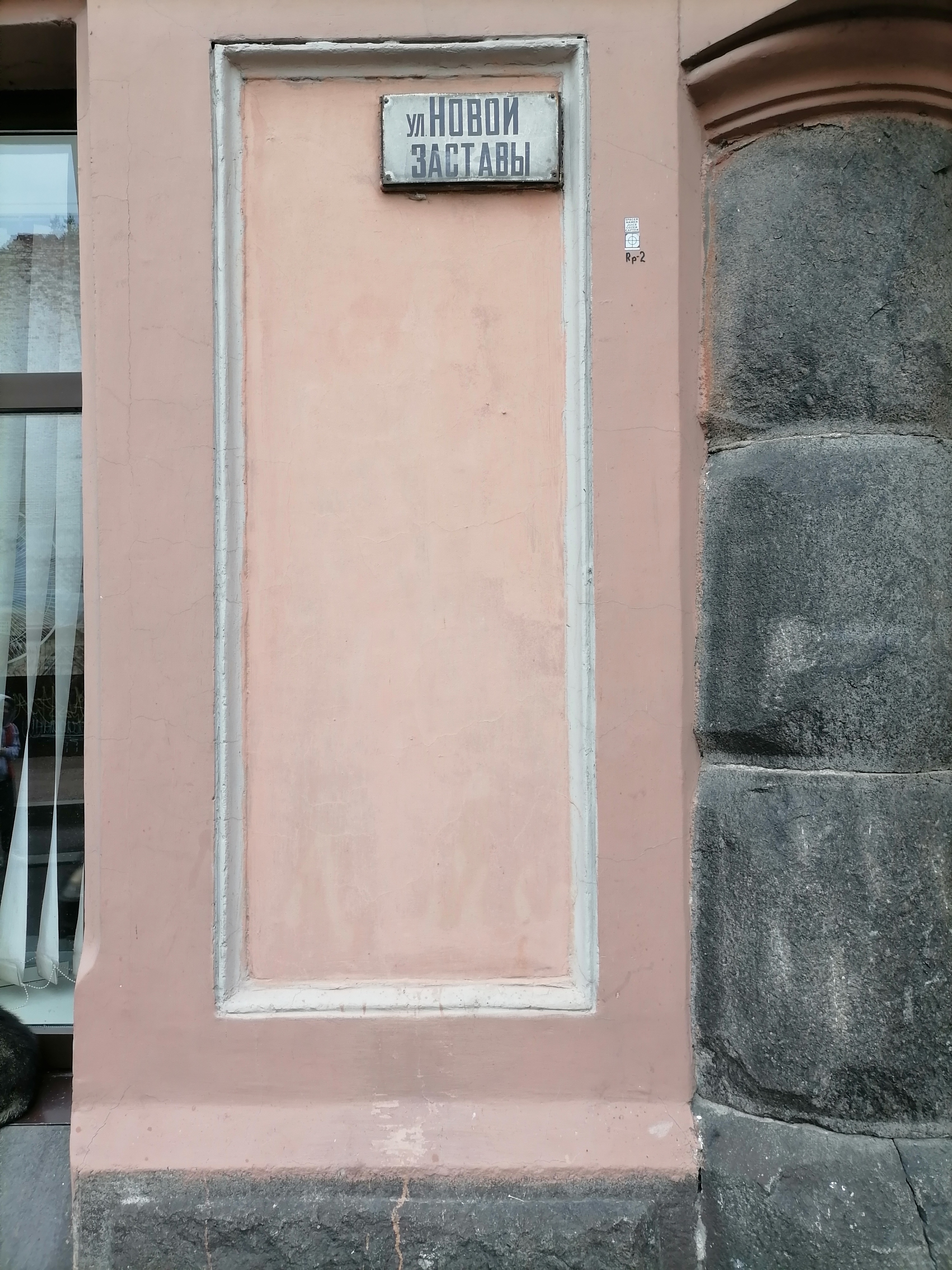
Информационная табличка на доме Буттенгоффа
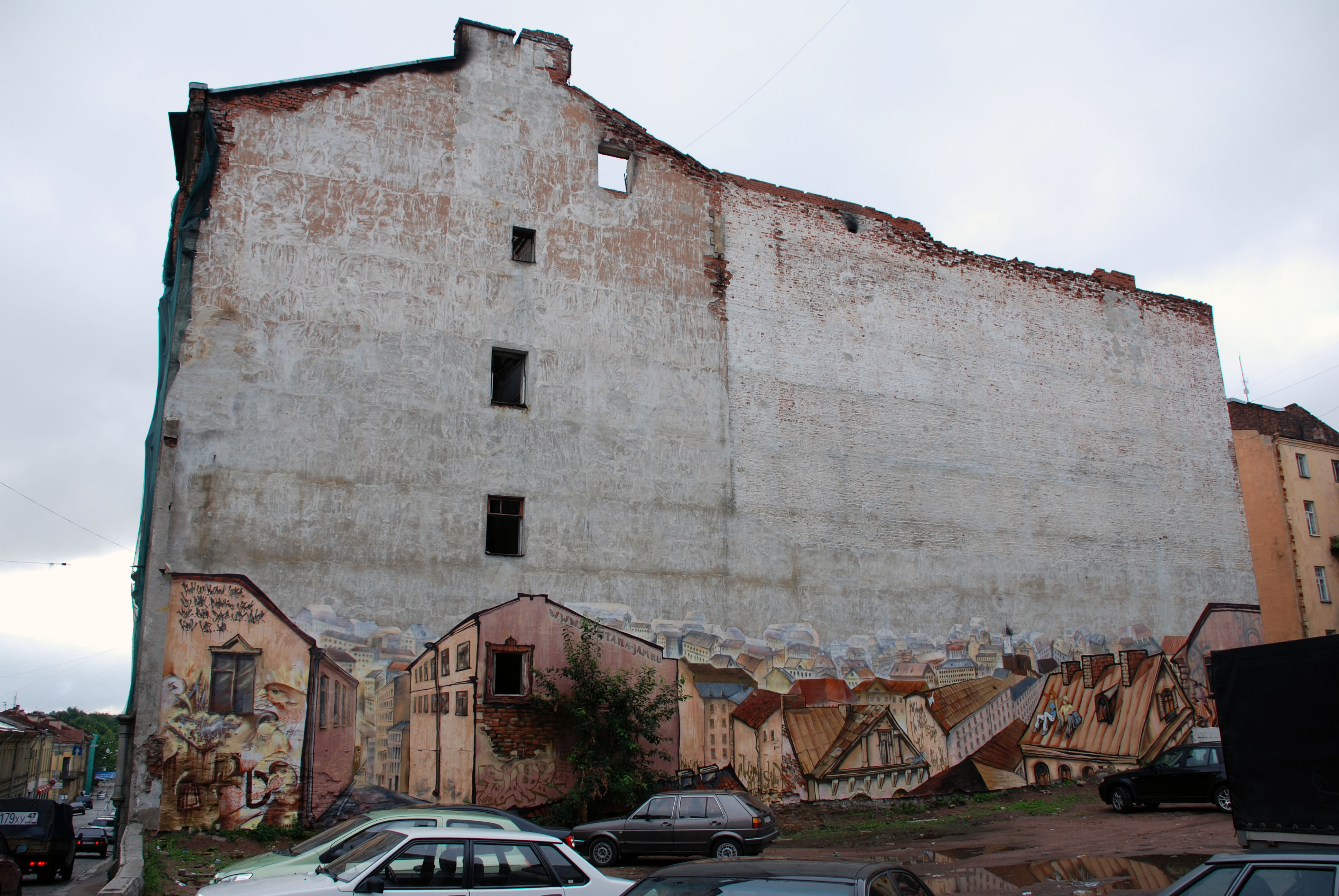
Пустырь на месте утраченной застройки. Стрит-арт на развалинах дома Говинга
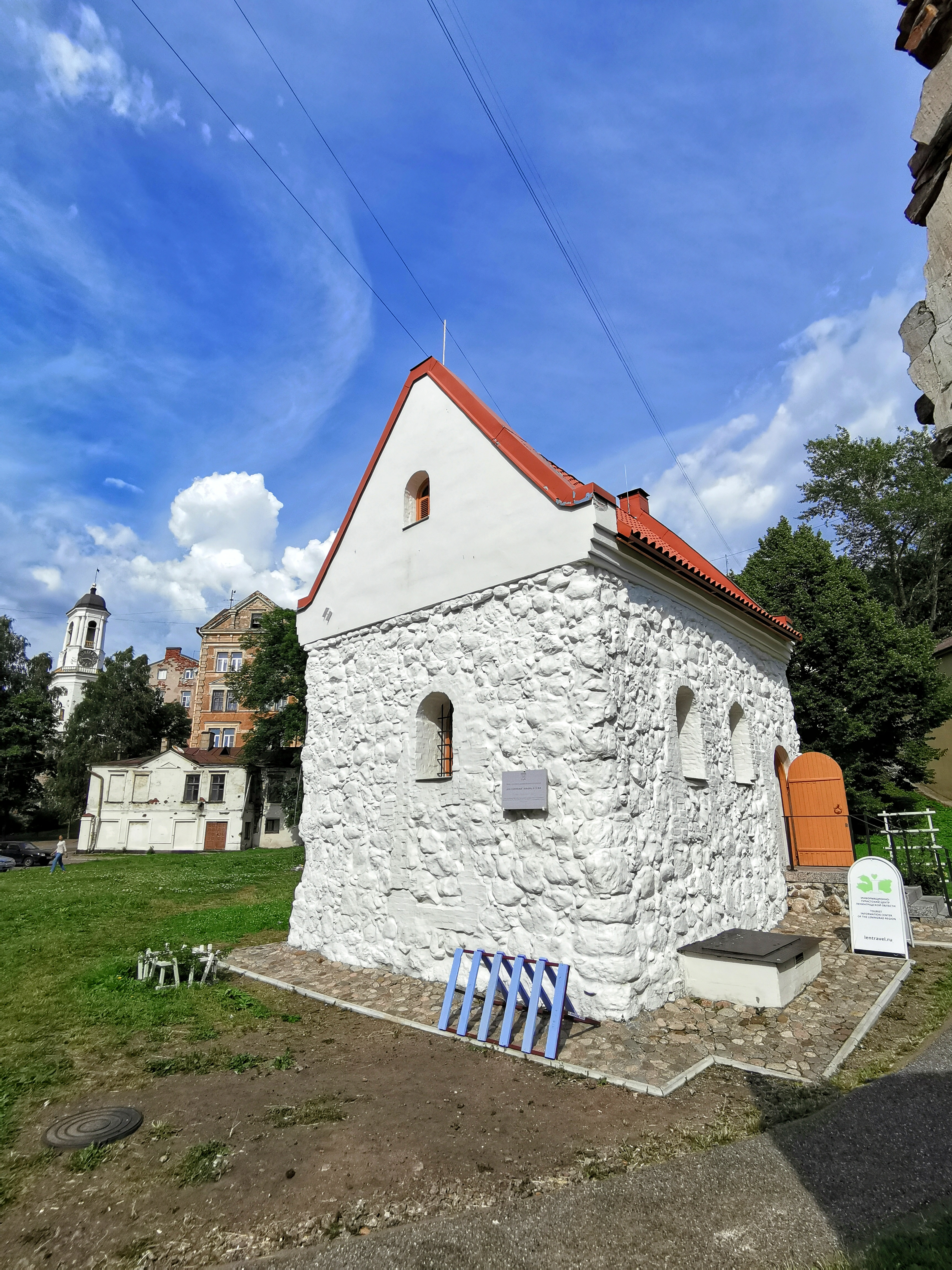
Дом купеческой гильдии